# دوزان (بربرود الشرقي)
دوزان (بالفارسية: دوزان) هي قرية تقع في إيران في قسم بربرود الشرقي الریفي. يقدر عدد سكانها بـ 999 نسمة بحسب إحصاء 2016.